# اسقف‌نشینی موئسیا
اسقف‌نشینی موئسیا (لاتین: Dioecesis Moesiarum, یونانی: Διοίκησις Μοισίας) یک اسقف‌نشینی در امپراتوری روم بود که شامل بلغارستان غربی، صربستان مرکزی، مونته‌نگرو، آلبانی، مقدونیه شمالی، و یونان بود.

## تاریخچه

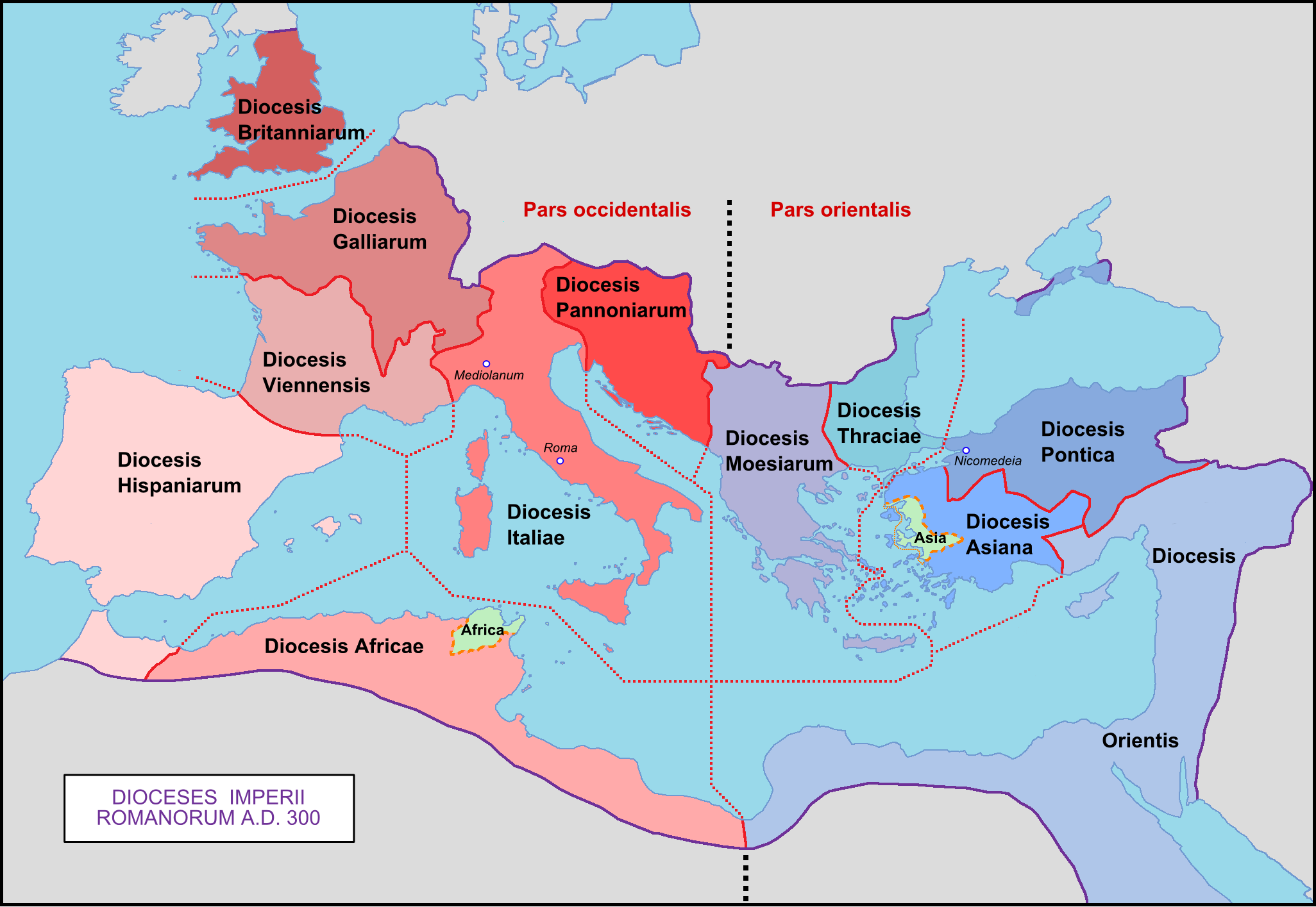
امپراتوری روم با اسقف‌نشینی‌ها در سال ۳۰۰ پس از میلاد

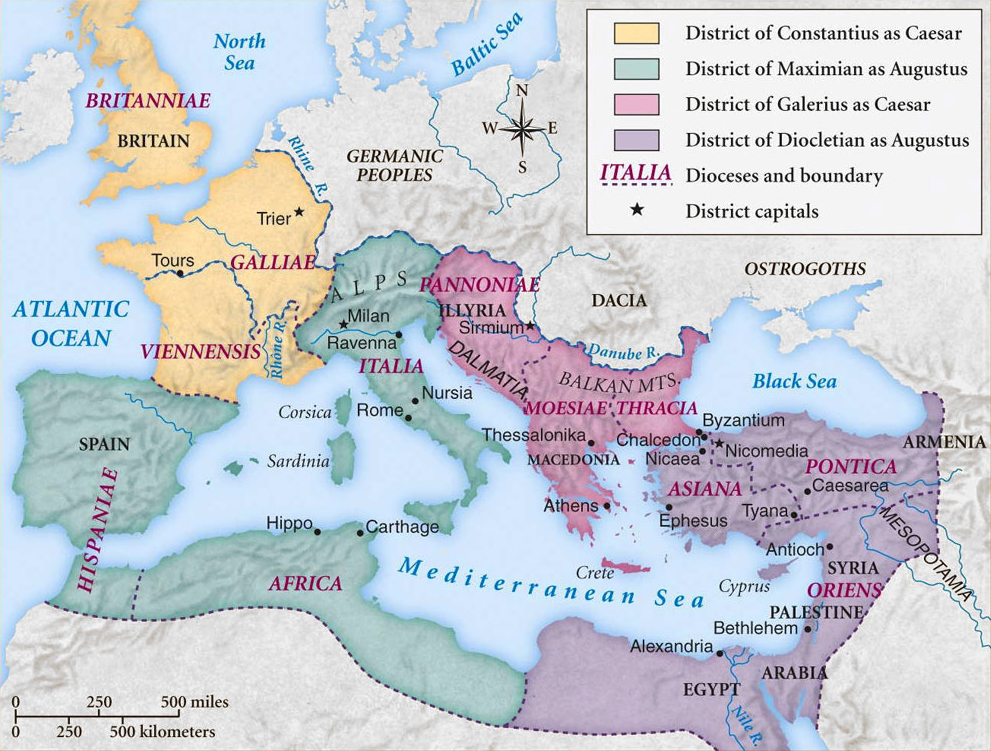
امپراتوری روم در دوران تترارشی (حکومت رومی که به طور چهارنفره اداره می‌شد)

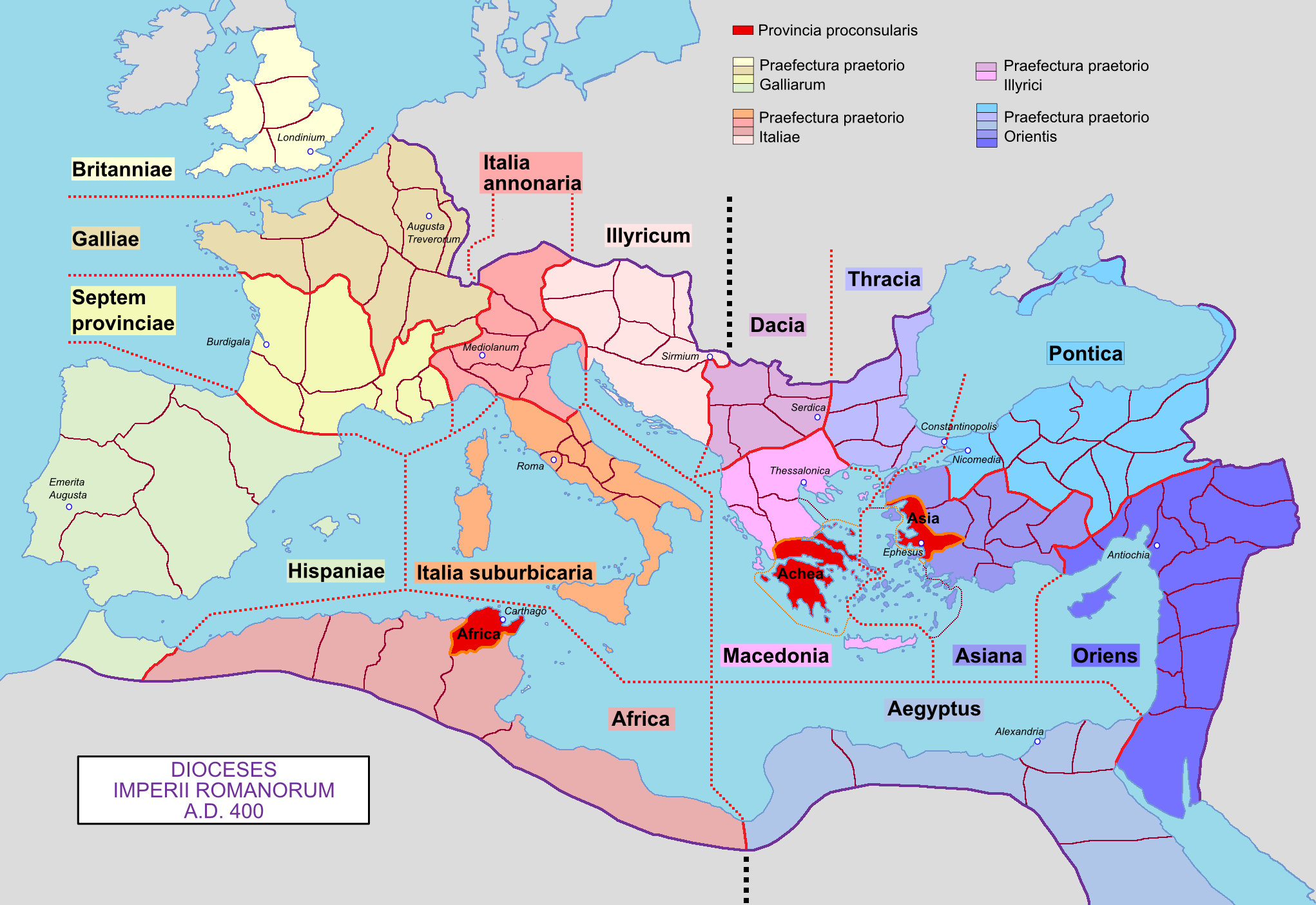
امپراتوری روم با اسقف‌نشینی‌ها در سال ۴۰۰ پس از میلاد

اسقف‌نشینی موئسیا یکی از دوازده اسقف‌نشینی‌هایی بود که دیوکلسین (حـ.۲۸۴-۳۰۵) در دوران اصلاحات اداری خود، در امپراتوری روم به وجود آورد. این اسقف‌نشینی بسیاری از بخش‌های یونان باستان و ایلیریا را احاطه کرده و از کرت تا دانوب گستردگی داشت. در دوران تترارشی (حکومت چهارنفره) این اسقف‌نشینی تحت حوزه‌ی قضایی سزار گالریوس بود که در بسیاری از دوران حکومتش به عنوان آگوستوس آن را تحت کنترل خود نگه داشت (۳۱۱-۳۰۵) او سپس مرد و در شهر فلیکس رومولیانا، درون قلمروی اسقف‌نشینی موئسیا به خاک سپرده شد. 
این اسقف‌نشینی سپس به دو نیمه تقسیم شده و دو اسقف‌نشینی مقدونیه و اسقف‌نشینی داکیه در شمال، و احتمالا تحت حکومت کنستانتین یکم (حـ.۳۳۷-۳۰۶) را تشکیل داد، هرچندکه این این جدایی تا سال ۳۷۰ تایید نشده بود. این دو اسقف‌نشینی نو در نیمه‌ی دوم سده چهارم میلادی به عنوان بخشی از فرمانداری پرایتوری ایلیریکوم گروه‌بندی شدند، که الزاما همان مناطقی را که اسقف‌نشینی موئسیا پوشش می‌داد را شامل می‌شد.

## فرمانداری
پس از اصلاحات اداری امپراتور دیوکلسین، اسقف‌نشینی موئسیا از استان‌های زیر تشکیل شده بود:
- آخیا
- کرت
- داکیه مدیترانه
- داکیه رودخانه‌ای
- داردانیا
- اپیروس نو
- اپیروس کهن
- جزیره‌ها (استان رومی)
- مقدونیه پیشین
- مقدونیه دوم
- موئسیای پیشین
- پروالتانا
- تسالی پیشین
- تسالی دوم